# 埃里克·高畠
埃里克·高畠（葡萄牙語：Eric Takabatake，1991年1月9日—），巴西男子柔道运动员，主攻60公斤级，2019年世界军人运动会男子团体银牌得主、2021年世界柔道锦标赛混合团体铜牌得主。